# 稳准狠

稳、准、狠，文革名词，意谓稳健、准确、坚决。原指技艺分寸和火候上的掌握、拿捏，后引申为借指镇压反革命分子的方针，文革时已被推广为打击一切反革命、刑事犯罪分子、运动对象的指导方针。在当代偶尔被使用，淡化恢复原意。

## 历史
1950年，毛泽东制定了“对镇压反革命分子，请注意打得稳，打得准，打得狠”的方针。打得稳，就是要注意策略；打得准，就是不要杀错；打得狠，就是要坚决地杀掉一切应杀的反动分子。后来被类推为指导一切运动的打击、镇压工作的方针。比如，普遍用于反右、清理阶级队伍等。
但在实际运用里，对“打得狠”过分强调。成为了政治上的大是大非，站在哪一边、必须旗帜鲜明的立场问题。
在这种思维惯性指导下，公安工作和政治运动对打击对象的处理，一般情况都偏于严厉，时常“严打”、“从重从快”。